# (24046) Malovany
(24046) Malovany est un astéroïde de la ceinture principale.

## Description
(24046) Malovany est un astéroïde de la ceinture principale. Il fut découvert le 2 octobre 1999 à l'Observatoire d'Ondřejov par Lenka Šarounová. Il présente une orbite caractérisée par un demi-grand axe de 2,32 UA, une excentricité de 0,16 et une inclinaison de 4,3° par rapport à l'écliptique.

## Compléments